# XL Recordings
XL Recordings je britské nezávislé hudební vydavatelství, jehož vlastníkem je Richard Russel. Bylo založené v roce 1989 jako odnož Beggars Banquet Records.
Přesto, že průměrně vydává 6 alb ročně, spolupracovalo XL Recordings s umělci jako jsou The Prodigy, Beck, Radiohead, The White Stripes, Dizzee Rascal, M.I.A., Vampire Weekend, Electric Six, The xx,

## Významní interpreti XL recordings
- Adele
- Atoms for Peace
- Bobby Womack[2]
- Friendly Fires
- Basement Jaxx
- Beck
- Blue Roses
- Giggs
- Gil Scott-Heron
- Gil Scott-Heron & Jamie xx
- The Horrors
- Jack Peñate
- Jack White
- Jai Paul
- Radiohead
- Peaches
- Ratatat
- RATKING[3]
- SBTRKT
- Sigur Rós
- Thom Yorke
- Titus Andronicus
- Tyler, the Creator
- Vampire Weekend
- The xx
- Willis Earl Beal

## Dřívější interpreti
- Dizzee Rascal
- Golden Silvers
- Holly Miranda
- M.I.A.
- The Prodigy
- The White Stripes
- Azealia Banks